# Попаснянский стекольный завод
Попаснянский стекольный завод — промышленное предприятие в городе Попасная Луганской области.

## История
Во время первой мировой войны на станцию Попасную Камышевахской волости Бахмутского уезда Екатеринославской губернии был эвакуирован полукустарный стекольный завод из Польши, весной 1917 года выпустивший первую продукцию - чайные блюдца, ламповое стекло и аптечную посуду
24 апреля 1918 года Попасную оккупировали немецкие войска (которые оставались здесь до ноября 1918 года), в дальнейшем селение оказалось в зоне боевых действий. После окончания гражданской войны завод был восстановлен и возобновил работу.
В ходе индустриализации СССР завод был реконструирован и расширен: были построены два новых цеха, выпуск продукции увеличился в два раза. В 1940 году численность рабочих завода составляла 400 человек.
Во время Великой Отечественной войны в связи с приближением к городу линии фронта началась эвакуация оборудования предприятия, но 16 ноября 1941 года немецкие войска атаковали город со стороны железнодорожной станции и 18 ноября 1941 года Попасная была оккупирована. При приближении советских войск стеклозавод был полностью разрушен.
3 сентября 1943 года советские войска освободили город, началось восстановление предприятий. В феврале 1944 года стекольный завод возобновил работу.
До 1951 года на предприятии производили только ламповое стекло, однако в 1951 - 1959 годы была проведена реконструкция завода. В результате, были установлены автоматические производственные линии, производство лампового стекла было механизировано, завод освоил выпуск молочного электроарматурного стекла.
В середине 1960-х годов к заводу был подведён природный газ, в 1966 году здесь был введён в эксплуатацию цех высокохудожественного стекла (по изготовлению бокалов, фужеров, чашек и иной посуды из цветного стекла).
В 1967 году завод произвёл свыше 17 млн. ламповых стекол, свыше 2 млн. электроарматурных изделий, а также посуду на сумму 360 тыс. рублей.
В советское время завод входил в число ведущих предприятий города.
После провозглашения независимости Украины государственное предприятие было преобразовано в общество с ограниченной ответственностью.

## Современное состояние
Попаснянский стеклозавод — был крупным производителем высокохудожественных изделий из стекла. Предприятие по производству высокохудожественных стеклоизделий из цветного, молочного и прозрачного стекла методом выдувания, прессования, а также ручным изготовлением. В ассортимент изделий входило: вазы, сувенирные изделия, салатники, пепельницы, рассеиватели бытового и промышленного назначения, бутылки. В настоящее время он обанкротился и не работает. Завод уничтожен полностью, восстановлению не подлежит[уточнить].